# إنيز هينيز إروين
إنيز هينيز إروين (بالإنجليزية: Inez Haynes Irwin) (2 مارس 1873 - 25 سبتمبر 1970)، مؤلفة نسوية أمريكية وصحفية وعضو في الحزب الوطني للمرأة ورئيسة رابطة المؤلفين. نُشرت العديد من أعمالها تحت اسمها السابق إنيز هينيز غيلمور. كتبت أكثر من 40 كتابًا ونشطت في حركة حق الاقتراع للنساء في أوائل القرن العشرين. كانت إنيز هينيز «امرأة متمردة وجريئة»، لكنها أشارت إلى نفسها على أنها «أكثر الكائنات خجلًا». توفيت إنيز عن عمر يناهز ال97 عامًا.
كانت إنيز هينيز صديقة مقربة للكاتبة النسوية الأمريكية ماري ماكلاني، التي ضمنت صورة شخصية ملونة لإنيز في مقالاتها الصحفية في بوتي، مونتانا، في عام 1910.

## السنوات الأولى من حياتها وتعليمها
ولدت إنيز هينيز في 2 مارس 1873 في ريو دي جانيرو بالبرازيل لجيدون هينيز وإيما جين هوبكنز هينيز. كان والداها من بوسطن في الولايات المتحدة، لكنهما كانا يقيمان في البرازيل بسبب مشاكل والدها التجارية. كانت والدتها، زوجة والدها الثانية، أصغر منه بـ 24 سنة، وكان عليها أن تربي أسرة مكونة من 17 طفلاً (10 منهم من أطفالها). عادت العائلة إلى بوسطن حيث نشأت إنيز هينيز. التحقت بأربع مدارس عامة، ثم درست في كلية رادكليف بين عامي 1897 و 1900. كانت كلية رادكليف في ذلك الوقت «مركزًا للمناداة بمنح المرأة حق الاقتراع»، وأسست إنيز هينيز ومود وود بارك رابطة المساواة في التصويت في الكلية، والتي أصبحت فيما بعد الرابطة الوطنية للمساواة في حق الاقتراع.

## مهنتها
تزوجت إنيز هينيز من روفوس غيلمور، وهو محرر لإحدى الصحف، في أغسطس 1897، لذلك سُميت بإنيز هينيز غيلمور. زار آل غيلمور أوروبا قبل الحرب العالمية الأولى، حيث التقت إينيز هينيز بالثوار الروس والرسامين الانطباعيين الفرنسيين. دعم زوجها نسويتها، لكنهما انفصلا فيما بعد. نشرت روايتها الأولى بعنوان جون جوباردي في عام 1908، وأصبحت بعد ذلك بقليل، محررة روائية لمجلة ذا ماسز، وهي مجلة يسارية شهرية. تزوجت من الكاتب ويليام هنري إروين في يناير 1916، وتغير اسمها إلى إنيز هينيز إروين، على الرغم من مواصلتها النشر تحت اسمها السابق، إنيز هينيز غيلمور. قضت عائلة إروين العطل الصيفية في سيتوات، ماساتشوستس، خلال أوائل القرن العشرين. عاشت عائلة إروين خلال الحرب العالمية الأولى في أوروبا، حيث عملت إينيز هينيز مراسلة عسكرية للأوضاع في كل من إنجلترا وفرنسا وإيطاليا. قدرت إينيز هيينز أن ما بين 500.000 و 750.000 امرأة قتلوا في الحرب. توفي ويليام هنري في عام 1948 وانتقلت إينيز هينيز إلى سيتوات، ماساتشوستس، حيث بقيت حتى وفاتها في سن 97 في 25 سبتمبر 1970.
كانت إينيز هينيز زعيمة نسوية وناشطة سياسية. كانت عضوة في المجلس الاستشاري الوطني للحزب الوطني للمرأة، وكتبت سيرة الحزب، في قصة مسماة بحزب المرأة في عام 1921. كما كتبت عن تاريخ النساء الأمريكيات في كتاب الملائكة والأمازون: مائة عام من النساء الأمريكيات (1933).

### مهنتها في الكتابة
باستثناء الأعمال غير الروائية المذكورة أعلاه، نشرت إينيز هينيز أكثر من 30 رواية، منها جزيرة الملائكة (1914)، «التصور السويفتي للنسوية الرديكالية» التي تتحدث عن مجموعة من الرجال الذين دفعتهم الأمواج إلى جزيرة تسكنها نساء مُجنحات. أعيد نشر رواية جزيرة الملائكة في عام 1988 على أنها «كلاسيكية من الأدب النسائي المبكر» بمقدمة كتبها مؤلف الخيال العلمي والخيال أورسولا لي جوين. غالبًا ما تناولت رواياتها القضايا والمحن النسوية، بما في ذلك الطلاق والوالدية الوحيدة ومشاكل مكان العمل.
كُتبت سلسلة كتبها «مايدة» المكونة من 15 كتابًا على مدار 45 عامًا، والتي تحكي قصة فتاة في المدرسة، توفت والدتها وكان والدها ثريًا جدًا.
كما كتبت قصصًا قصيرة للمجلات، من بينها «رحلة الربيع» التي فازت بها بجائزة هنري التذكارية في عام 1924.